# Liste der Baudenkmale in der Region Wellington
Die Liste der Baudenkmale in der Region Wellington umfasst alle vom New Zealand Historic Places Trust (NZHPT) als „Historic Place“ oder „Historic Area“ eingestuften Baudenkmale und Flächendenkmale der neuseeländischen Region Wellington. Die Angaben stammen aus dem Register des NZHPT. Die Bezeichnungen der Baudenkmale orientieren sich an diesem Register. In die Liste werden auch bekannte Wahi Tapu (Area), kulturell und religiös bedeutsame Stätten und Gebiete der Māori, aufgenommen. Sie werden jedoch meist nicht publiziert.

Am 27. Juli 2013 waren in der Region 569 Bauwerke und Flächendenkmale (ohne nicht publizierte Waihi Tapu) ausgewiesen, davon  143 Historic Places der Kategorie 1, 396 Historic Places der Kategorie 2, 23 Historic Area, vier Wahi Tapu und drei Wahi Tapu Area. Die folgende Liste umfasst zumindest Grundeinträge aller Denkmale mit Stand 19. Mai 2013.
Folgende Ortschaften mit mehr als fünf Baudenkmalen besitzen eigene Denkmallisten, alle anderen sind in der nachfolgenden Tabelle zusammengefasst.
- Carterton
- Eastbourne
- Featherston
- Greytown
- Lower Hutt
- Martinborough
- Masterton
- Ōtaki
- Paekakariki
- Pauatahanui
- Porirua
- Upper Hutt
- Waikanae
- Wellington

| Bild           | Bezeichnung                                      | Ort               | Anschrift                                                   | Beschreibung                             | Bauzeit         | Eintrag            | Nummer | Kat. |
| -------------- | ------------------------------------------------ | ----------------- | ----------------------------------------------------------- | ---------------------------------------- | --------------- | ------------------ | ------ | ---- |
|                | Papakowhai Homestead                             | Papakowhai        | Papakowhai Road                                             | Wohnhaus                                 | 1840er          | 25. September 1986 | 2890   | 1    |
| BW             | Annedale Station Woolshed                        | Tinui             | Annedale Road Karte                                         | Wollschuppen                             | 1906            | 16. November 1989  | 3955   | 1    |
| BW             | Awatoitoi Homestead                              | Blairlogie        | Blairlogie Road, R.D. 12 Karte                              | Wohnhaus                                 | 1912            | 21. September 1989 | 3956   | 1    |
| weitere Bilder | Tinui General Store                              | Tinui             | Charles Street / Manawa Street Karte                        | Laden                                    | 1883            | 21. September 1989 | 3958   | 1    |
|                | Schou's Barn                                     | Mauriceville West | Mt Munro Road                                               | Scheune                                  | 1875            | 2. April 1985      | 3959   | 1    |
| BW             | Woodhill                                         | Silverstream      | 71 Chatsworth Road Karte                                    | Wohnhaus                                 | 1933            | 25. September 1986 | 4153   | 1    |
|                | Brancepeth Station                               | Wainuioru         | Masterton Stronvar Road                                     |                                          |                 |                    | 7649   | 1    |
|                | Te Kahuoterangi Whaling Station                  | Kapiti Island     | Te Kahuoterangi Stream Mouth, Honeymoon Bay                 |                                          |                 |                    | 7662   | 1    |
| weitere Bilder | Mauriceville North Church                        | Mauriceville      | North Road Karte                                            | norwegisch-methodistische Kirche         | 1900            | 21. September 1989 | 0204   | 1    |
| weitere Bilder | Tinui ANZAC Memorial Cross Site                  | Tinui             | Masterton-Castlepoint Road, Tinui Station Homestead         | Kriegsdenkmal                            | 1916            | 2. März 2011       | 9306   | 1    |
|                | Cottage and Fence                                | Tauherenikau      | 42 Moroa Road                                               |                                          |                 |                    | 1276   | 2    |
|                | Bowlands Woolshed including Yards                | Bideford          | 1955 Te Ore Ore-Bideford Road                               |                                          |                 |                    | 1277   | 2    |
|                | Church (Anglican)                                | Bideford          | Bideford Road                                               | Kirche, anglikanische                    |                 |                    | 1285   | 2    |
|                | Langdale                                         | Tinui             | Langdale Road                                               |                                          |                 |                    | 1286   | 2    |
| BW             | Telephone Box                                    | Wellington        | Post Office Square, Customhouse Quay und Jervois Quay Karte | Telefonhäuschen                          | 1926–1936 (ca.) | 27. Juni 2013      | 1363   | 1    |
|                | Homewood Station Woolshed and other outbuildings | Kaiwhata          | Homewood Road                                               | Wollschuppen und Nebengebäude einer Farm |                 |                    | 2858   | 2    |
|                | Top House                                        | Matahiwi          | 561 Matahiwi Road                                           |                                          |                 |                    | 2861   | 2    |
| weitere Bilder | Church of the Good Shepherd (Anglican)           | Tinui             | 26 Manawa Road                                              |                                          |                 |                    | 3957   | 2    |
|                | Lovat House                                      | Te Horo           | Hadfield Road                                               |                                          |                 |                    | 4095   | 2    |
|                | House                                            | Silverstream      | 1 Chatsworth Road                                           |                                          |                 |                    | 4146   | 2    |
|                | House                                            | Silverstream      | 24A Chatsworth Road                                         |                                          |                 |                    | 4148   | 2    |
|                | Restormel                                        | Silverstream      | 53 Chatsworth Road                                          |                                          |                 |                    | 4149   | 2    |
|                | Arapawaiti                                       | Paraparaumu Beach | 10 Hana Udy Place                                           |                                          |                 |                    | 4967   | 2    |
|                | Pa                                               | Kapiti Coast      |                                                             | Pā, befestigtes Dorf der Māori           |                 |                    | 6122   | 2    |
|                | Terraces                                         | Titahi Bay        | Whitireia Road                                              | Terrassen                                |                 |                    | 6124   | 2    |
|                | Pits                                             | Paekakareki       |                                                             |                                          |                 |                    | 6139   | 2    |
|                | Pits                                             | Paekakareki       |                                                             |                                          |                 |                    | 6140   | 2    |
|                | Pits/Terraces (Wairaka)                          | Pukerua Bay       |                                                             | Gruben/Terrassen                         |                 |                    | 6141   | 2    |
|                | Pa                                               | Wairarapa         |                                                             | Pā, befestigtes Dorf der Māori           |                 |                    | 6160   | 2    |
|                | Pa                                               | Wairarapa         |                                                             | Pā, befestigtes Dorf der Māori           |                 |                    | 6236   | 2    |
|                | Pa                                               | Wairarapa         |                                                             | Pā, befestigtes Dorf der Māori           |                 |                    | 6237   | 2    |
|                | Pa                                               | Wairarapa         |                                                             | Pā, befestigtes Dorf der Māori           |                 |                    | 6238   | 2    |
|                | Pa                                               | Wairarapa         |                                                             | Pā, befestigtes Dorf der Māori           |                 |                    | 6239   | 2    |
|                | Hakikino Pa                                      | Wainuioru         | Hakikino Road                                               | Pā, befestigtes Dorf der Māori           |                 |                    | 6312   | 2    |
|                | Pa                                               | Wairarapa         |                                                             | Pā, befestigtes Dorf der Māori           |                 |                    | 6313   | 2    |
|                | Ngatiawa Bridge                                  | Paraparaumu       | Mangaone South Road, Reikorangi                             |                                          |                 |                    | 7189   | 2    |
|                | Midden                                           | Kapiti Coast      |                                                             |                                          |                 |                    | 7259   | 2    |
|                | Terrace Sets                                     | Kapiti Coast      |                                                             | Terrassen                                |                 |                    | 7260   | 2    |
|                | The Whare                                        | Kapiti Island     |                                                             |                                          |                 |                    | 7342   | 2    |
|                | Kourarau Hydroelectric Power Scheme              | Gladstone         | Te Wharau Road                                              |                                          |                 |                    | 7814   | 2    |
|                | Waikekeno Historic Area                          | East Wairarapa    | Glenburn Road, Waimoana Station (RD 3 Masterton)            |                                          |                 |                    | 7669   | HA   |
|                | Takapau Rock                                     | Porangahau        | Pariwhakaruru                                               |                                          |                 |                    | 7688   | WT   |